# Eiste
Koordinaten: 58° 23′ N, 22° 43′ O
Eiste ist ein Dorf (estnisch küla) auf der größten estnischen Insel Saaremaa. Es gehört zur Landgemeinde Saaremaa (bis 2017: Landgemeinde Pihtla) im Kreis Saare.

## Einwohnerschaft
Das Dorf hat 25 Einwohner (Stand 31. Dezember 2011).